# Mile Budak
Mile Budak (ur. 30 sierpnia 1889 we wsi Sveti Rok, zm. 7 czerwca 1945 w Zagrzebiu) – chorwacki polityk, pisarz, ideolog i dygnitarz Niepodległego Państwa Chorwackiego.

## Życiorys
Uczęszczał do gimnazjum w Sarajewie, następnie studiował prawo na Uniwersytecie w Zagrzebiu. W 1912 został aresztowany przez władze austro-węgierskie za jego domniemany udział w zamachu. W 1914, po rozpoczęciu I wojny światowej, zmobilizowany w armii Austro-Węgier, gdzie uzyskał stopień podoficera. Po zakończeniu wojny powrócił do Zagrzebia. W 1920 otrzymał dyplom prawa na Uniwersytecie w Zagrzebiu, zostając urzędnikiem w biurze Ante Pavelića. Był aktywistą Partii Prawa z ramienia, której wybrano go do rady miasta Zagrzeb. W 1920 był redaktorem naczelnym czasopisma politycznego Partii Prawa. W 1932 przeżył próbę zamachu. Rok później wyjechał do Włoch, w celu przyłączenia Ustaszy i stał się komendantem obozu. W 1938 powrócił do Zagrzebia. Wydawał tygodnik „Narod Hrvatski”. W 1940 władze tego magazynu zakazane, a Budak został aresztowany.
W latach 1941–1942 był ministrem religii i edukacji. W 1943 został ministrem spraw zagranicznych. 31 marca 1941 – w liście do Hitlera – pytał o „pomoc dla narodu chorwackiego dla ustanowienia niezależnego państwa chorwackiego, które obejmowałaby stare chorwackie regiony, wśród nich Bośnię i Hercegowinę”. Od listopada 1941 do kwietnia 1943 był ambasadorem Chorwacji w III Rzeszy. Po powstaniu Niezależnego Państwa Chorwackiego został szefem propagandowy i Ministrem Edukacji Narodowej i religii. Pełniąc te funkcje publicznie stwierdził, że przymusowe nawrócenia, wydalania i eksterminacji mniejszości etnicznych Serbów były oficjalnym punktem polityki krajowej. Od maja 1943 do maja 1945 pełnił funkcję ministra spraw zagranicznych. Po upadku Niezależnego Państwa Chorwackiego został aresztowany przez Brytyjczyków i przekazany w ręce Jugosłowian. Szybko osądzony, a 6 czerwca 1945 skazany na karę śmierci. Wyrok wykonano następnego dnia w Zagrzebiu.